# Gouvernement Kaczyński
 (septembre 2023).
Si vous disposez d'ouvrages ou d'articles de référence ou si vous connaissez des sites web de qualité traitant du thème abordé ici, merci de compléter l'article en donnant les références utiles à sa vérifiabilité et en les liant à la section « Notes et références ».
IIIe République de Pologne
Marcinkiewicz Tusk I
Le gouvernement Kaczyński (en polonais : Rząd Jarosława Kaczyńskiego) est le gouvernement de la République de Pologne entre le 14 juillet 2006 et le 16 novembre 2007, durant la cinquième législature de la Diète et la sixième législature du Sénat.

## Historique du mandat
Dirigé par le nouveau président du Conseil des ministres conservateur Jarosław Kaczyński, ce gouvernement est constitué et soutenu par une coalition entre Droit et justice (PiS), l'Autodéfense de la république de Pologne (SRP) et la Ligue des familles polonaises (LPR). Ensemble, ils disposent de 245 députés sur 260, soit 53,3 % des sièges de la Diète, et de 59 sénateurs sur 100.
Il est formé à la suite de la démission de Kazimierz Marcinkiewicz, au pouvoir depuis octobre 2005. Il succède donc au gouvernement Marcinkiewicz, constitué et soutenu par une coalition identique.

### Formation
Après la démission contrainte de la vice-présidente du Conseil et ministre des Finances Zyta Gilowska le 24 juin 2006, Marcinkiewicz nomme Paweł Wojciechowski pour lui succéder, un choix contraire à celui de Kaczyński, président de PiS. Le 7 juillet, le président du Conseil informe donc le conseil politique de Droit et justice qu'il compte remettre sa démission. La direction du parti propose alors au président de la République Lech Kaczyński la désignation de son frère jumeau aux fonctions de chef du gouvernement.
Jarosław Kaczyński est officiellement chargé de former le nouveau cabinet le 10 juillet. Son équipe est présentée au chef de l'État et assermentée quatre jours plus tard. À l'exception du ministre des Finances Stanisław Kluza et du président du comité permanent du gouvernement Przemysław Gosiewski, la composition de l'exécutif est strictement identique à celle de son prédécesseur.
Le 19 juillet, il se soumet au vote de confiance la Diète, qu'il remporte aisément, par 240 voix pour et 205 contre. Bénéficiant du soutien de PiS, de la SRP et de la LPR, le cabinet est en effet rejeté par la Plate-forme civique (PO), l'Alliance de la gauche démocratique (SLD) et le Parti paysan polonais (PSL).
Le 22 septembre, le vice-président du Conseil et ministre de l'Agriculture Andrzej Lepper, président de la SRP, est relevé de ses responsabilités, à la suite d'une affaire de malversation au sein de son administration. Tandis que J. Kaczyński assume l'intérim du poste de Lepper, Zyta Gilowska fait son retour au cabinet, en tant que vice-présidente du Conseil et ministre des Finances après avoir été blanchie par la justice quant au respect de la loi de lustration. Finalement, le chef du gouvernement rappelle le président de la SRP le 16 octobre, afin de conserver sa majorité parlementaire.
Par décret présidentiel pris le 9 juillet 2007, Lepper est à nouveau démis de ses fonctions à la suite d'accusations de corruption au sein de son ministère. La direction, puis le groupe parlementaire du parti proposent alors de se retirer de la coalition. Le 13 juillet, le vice-président du Conseil et ministre de l'Éducation nationale Roman Giertych convainc Lepper de rester au sein de la majorité. Pourtant, le 31 juillet, le député de PiS Wojciech Mojzesowicz est nommé ministre de l'Agriculture, en violation de l'accord de coalition qui réserve cette fonction à la SRP. Le 8 août, le ministre de l'Intérieur Janusz Kaczmarek est limogé au profit de Władysław Stasiak, chef du Bureau de la sécurité nationale (BBN), après avoir été accusé d'avoir fait fuité des informations sur l'enquête menée par le Bureau central anti-corruption (CBA) au ministère de l'Agriculture.
Finalement, le 11 août, après une rencontre avec Kaczyński, Giertych annonce la fin de la coalition, et PiS déclare se ranger à la proposition de la PO et de la SLD de convoquer de nouvelles élections parlementaires. Un ajustement ministériel a donc lieu deux jours plus tard, pour pourvoir aux quatre postes laissés vacants par les départs des ministres de la SRP et de la LPR.

### Succession
Au cours des élections parlementaires du 21 octobre 2007, la PO arrive en tête devant PiS. Donald Tusk forme alors une coalition majoritaire avec le PSL. Le 5 novembre, quelques heures avant la séance inaugurale de la Diète, Jarosław Kaczyński remet sa démission à Lech Kaczyński, ce qui constitue une démission volontaire et non constitutionnellement imposée par la tenue de la première séance post-électorale de la chambre basse du Parlement. Le premier gouvernement de Tusk prend officiellement ses fonctions le 16 novembre.

## Composition

### Initiale (14 juillet 2006)
- Les nouveaux ministres sont indiqués en gras, ceux ayant changé d'attributions en italique.

| Fonction                                                                                    | Titulaire | Titulaire            | Parti   |
| ------------------------------------------------------------------------------------------- | --------- | -------------------- | ------- |
| Président du Conseil des ministres                                                          |           | Jarosław Kaczyński   | PiS     |
| Vice-président du Conseil des ministres Ministre de l'Intérieur et de l'Administration      |           | Ludwik Dorn          | PiS     |
| Vice-président du Conseil des ministres Ministre de l'Éducation nationale                   |           | Roman Giertych       | LPR     |
| Vice-président du Conseil des ministres Ministre de l'Agriculture et du Développement rural |           | Andrzej Lepper       | SRP     |
| Ministre des Affaires étrangères                                                            |           | Anna Fotyga          | PiS     |
| Ministre du Développement régional                                                          |           | Grażyna Gęsicka      | Sans    |
| Ministre du Trésor d'État                                                                   |           | Wojciech Jasiński    | PiS     |
| Ministre des Travaux publics                                                                |           | Antoni Jaszczak      | SRP     |
| Ministre du Travail et de la Politique sociale                                              |           | Anna Kalata          | SRP     |
| Ministre des Finances                                                                       |           | Stanisław Kluza      | Sans    |
| Ministre des Sports                                                                         |           | Tomasz Lipiec        | Sans    |
| Ministre des Transports                                                                     |           | Jerzy Polaczek       | PiS     |
| Ministre de la Santé                                                                        |           | Zbigniew Religa      | Centrum |
| Ministre de la Science et de l'Enseignement supérieur                                       |           | Michał Seweryński    | Sans    |
| Ministre de la Défense nationale                                                            |           | Radosław Sikorski    | Sans    |
| Ministre de l'Environnement                                                                 |           | Jan Szyszko          | PiS     |
| Ministre de la Culture et du Patrimoine national                                            |           | Kazimierz Ujazdowski | PiS     |
| Ministre de l'Économie maritime                                                             |           | Rafał Wiechecki      | LPR     |
| Ministre de l'Économie                                                                      |           | Piotr Woźniak        | Sans    |
| Ministre de la Justice Procureur général                                                    |           | Zbigniew Ziobro      | PiS     |
| Ministre sans portefeuille Président du comité permanent du gouvernement                    |           | Przemysław Gosiewski | PiS     |
| Ministre sans portefeuille Coordinateur des services spéciaux                               |           | Zbigniew Wassermann  | PiS     |

### Remaniement du 22 septembre 2006
- Les nouveaux ministres sont indiqués en gras, ceux ayant changé d'attributions en italique.

| Fonction                                                                                    | Titulaire | Titulaire                                              | Parti   |
| ------------------------------------------------------------------------------------------- | --------- | ------------------------------------------------------ | ------- |
| Président du Conseil des ministres                                                          |           | Jarosław Kaczyński                                     | PiS     |
| Vice-président du Conseil des ministres Ministre de l'Intérieur et de l'Administration      |           | Ludwik Dorn                                            | PiS     |
| Vice-président du Conseil des ministres Ministre de l'Éducation nationale                   |           | Roman Giertych                                         | LPR     |
| Vice-président du Conseil des ministres Ministre de l'Agriculture et du Développement rural |           | Jarosław Kaczyński (intérim)                           | PiS     |
| Vice-président du Conseil des ministres Ministre de l'Agriculture et du Développement rural |           | Andrzej Lepper (à partir du 16/10/2006)                | SRP     |
| Vice-présidente du Conseil des ministres Ministre des Finances                              |           | Zyta Gilowska                                          | Sans    |
| Ministre des Affaires étrangères                                                            |           | Anna Fotyga                                            | PiS     |
| Ministre du Développement régional                                                          |           | Grażyna Gęsicka                                        | Sans    |
| Ministre du Trésor d'État                                                                   |           | Wojciech Jasiński                                      | PiS     |
| Ministre des Travaux publics                                                                |           | Antoni Jaszczak (jusqu'au 03/11/2006) Andrzej Aumiller | SRP     |
| Ministre du Travail et de la Politique sociale                                              |           | Anna Kalata                                            | SRP     |
| Ministre des Sports                                                                         |           | Tomasz Lipiec                                          | Sans    |
| Ministre des Transports                                                                     |           | Jerzy Polaczek                                         | PiS     |
| Ministre de la Santé                                                                        |           | Zbigniew Religa                                        | Centrum |
| Ministre de la Science et de l'Enseignement supérieur                                       |           | Michał Seweryński                                      | Sans    |
| Ministre de la Défense nationale                                                            |           | Radosław Sikorski                                      | Sans    |
| Ministre de l'Environnement                                                                 |           | Jan Szyszko                                            | PiS     |
| Ministre de la Culture et du Patrimoine national                                            |           | Kazimierz Ujazdowski                                   | PiS     |
| Ministre de l'Économie maritime                                                             |           | Rafał Wiechecki                                        | LPR     |
| Ministre de l'Économie                                                                      |           | Piotr Woźniak                                          | Sans    |
| Ministre de la Justice Procureur général                                                    |           | Zbigniew Ziobro                                        | PiS     |
| Ministre sans portefeuille Président du comité permanent du gouvernement                    |           | Przemysław Gosiewski                                   | PiS     |
| Ministre sans portefeuille Coordinateur des services spéciaux                               |           | Zbigniew Wassermann                                    | PiS     |

### Remaniement du 7 février 2007
- Les nouveaux ministres sont indiqués en gras, ceux ayant changé d'attributions en italique.

| Fonction | Titulaire | Titulaire                                     | Parti   |
| --- | --------- | --------------------------------------------- | ------- |
| Président du Conseil des ministres                                                                                     |           | Jarosław Kaczyński                            | PiS     |
| Vice-président du Conseil des ministres                                                                                |           | Ludwik Dorn (jusqu'au 27/02/2007)             | PiS     |
| Vice-président du Conseil des ministres Ministre de l'Éducation nationale                                              |           | Roman Giertych                                | LPR     |
| Vice-président du Conseil des ministres Ministre de l'Agriculture et du Développement rural                            |           | Andrzej Lepper                                | SRP     |
| Vice-présidente du Conseil des ministres Ministre des Finances                                                         |           | Zyta Gilowska                                 | Sans    |
| Vice-président du Conseil des ministres                                                                                |           | Przemysław Gosiewski (à partir du 08/05/2007) | PiS     |
| Ministre des Affaires étrangères                                                                                       |           | Anna Fotyga                                   | PiS     |
| Ministre du Développement régional                                                                                     |           | Grażyna Gęsicka                               | Sans    |
| Ministre du Trésor d'État                                                                                              |           | Wojciech Jasiński                             | PiS     |
| Ministre des Travaux publics                                                                                           |           | Andrzej Aumiller                              | SRP     |
| Ministre du Travail et de la Politique sociale                                                                         |           | Anna Kalata                                   | SRP     |
| Ministre de l'Intérieur et de l'Administration                                                                         |           | Janusz Kaczmarek                              | Sans    |
| Ministre des Sports |           | Tomasz Lipiec                                 | Sans    |
| Ministre des Transports                                                                                                |           | Jerzy Polaczek                                | PiS     |
| Ministre de la Santé                                                                                                   |           | Zbigniew Religa                               | Centrum |
| Ministre de la Science et de l'Enseignement supérieur                                                                  |           | Michał Seweryński                             | Sans    |
| Ministre de la Défense nationale                                                                                       |           | Aleksander Szczygło                           | PiS     |
| Ministre de l'Environnement                                                                                            |           | Jan Szyszko                                   | PiS     |
| Ministre de la Culture et du Patrimoine national                                                                       |           | Kazimierz Ujazdowski                          | PiS     |
| Ministre de l'Économie maritime                                                                                        |           | Rafał Wiechecki                               | LPR     |
| Ministre de l'Économie                                                                                                 |           | Piotr Woźniak                                 | Sans    |
| Ministre de la Justice Procureur général                                                                               |           | Zbigniew Ziobro                               | PiS     |
| Ministres sans portefeuille (à partir du 27/03/2007) Chef de la chancellerie de la présidence du Conseil des ministres |           | Mariusz Błaszczak                             | PiS     |
| Ministre sans portefeuille Président du comité permanent du gouvernement                                               |           | Przemysław Gosiewski                          | PiS     |
| Ministre sans portefeuille Coordinateur des services spéciaux                                                          |           | Zbigniew Wassermann                           | PiS     |

### Remaniement du 9 juillet 2007
- Les nouveaux ministres sont indiqués en gras, ceux ayant changé d'attributions en italique.

| Fonction | Titulaire | Titulaire                                                                  | Parti   |
| --- | --------- | -------------------------------------------------------------------------- | ------- |
| Président du Conseil des ministres                                                                               |           | Jarosław Kaczyński                                                         | PiS     |
| Vice-président du Conseil des ministres Ministre de l'Éducation nationale                                        |           | Roman Giertych                                                             | LPR     |
| Vice-présidente du Conseil des ministres Ministre des Finances                                                   |           | Zyta Gilowska                                                              | Sans    |
| Vice-président du Conseil des ministres Ministre sans portefeuille Président du comité permanent du gouvernement |           | Przemysław Gosiewski                                                       | PiS     |
| Ministre des Affaires étrangères                                                                                 |           | Anna Fotyga                                                                | PiS     |
| Ministre du Développement régional                                                                               |           | Grażyna Gęsicka                                                            | Sans    |
| Ministre du Trésor d'État                                                                                        |           | Wojciech Jasiński                                                          | PiS     |
| Ministre des Travaux publics                                                                                     |           | Andrzej Aumiller                                                           | SRP     |
| Ministre du Travail et de la Politique sociale                                                                   |           | Anna Kalata                                                                | SRP     |
| Ministre de l'Intérieur et de l'Administration                                                                   |           | Janusz Kaczmarek (jusqu'au 08/08/2007) Władysław Stasiak                   | Sans    |
| Ministre des Sports Ministre des Sports et du Tourisme (23/07/2007)                                              |           | Jarosław Kaczyński (intérim)                                               | PiS     |
| Ministre des Sports Ministre des Sports et du Tourisme (23/07/2007)                                              |           | Elżbieta Jakubiak (à partir du 23/07/2007)                                 | Sans    |
| Ministre des Transports                                                                                          |           | Jerzy Polaczek                                                             | PiS     |
| Ministre de l'Agriculture et du Développement rural                                                              |           | Jarosław Kaczyński (intérim) Wojciech Mojzesowicz (à partir du 31/07/2007) | PiS     |
| Ministre de la Santé                                                                                             |           | Zbigniew Religa                                                            | Centrum |
| Ministre de la Science et de l'Enseignement supérieur                                                            |           | Michał Seweryński                                                          | Sans    |
| Ministre de la Défense nationale                                                                                 |           | Aleksander Szczygło                                                        | PiS     |
| Ministre de l'Environnement                                                                                      |           | Jan Szyszko                                                                | PiS     |
| Ministre de la Culture et du Patrimoine national                                                                 |           | Kazimierz Ujazdowski                                                       | PiS     |
| Ministre de l'Économie maritime                                                                                  |           | Rafał Wiechecki                                                            | LPR     |
| Ministre de l'Économie                                                                                           |           | Piotr Woźniak                                                              | Sans    |
| Ministre de la Justice Procureur général                                                                         |           | Zbigniew Ziobro                                                            | PiS     |
| Ministres sans portefeuille Chef de la chancellerie de la présidence du Conseil des ministres                    |           | Mariusz Błaszczak                                                          | PiS     |
| Ministre sans portefeuille Coordinateur des services spéciaux                                                    |           | Zbigniew Wassermann                                                        | PiS     |

### Remaniement du 13 août 2007
- Les nouveaux ministres sont indiqués en gras, ceux ayant changé d'attributions en italique.

| Fonction | Titulaire | Titulaire                | Parti   |
| --- | --------- | ------------------------ | ------- |
| Président du Conseil des ministres                                                                               |           | Jarosław Kaczyński       | PiS     |
| Vice-présidente du Conseil des ministres Ministre des Finances                                                   |           | Zyta Gilowska            | Sans    |
| Vice-président du Conseil des ministres Ministre sans portefeuille Président du comité permanent du gouvernement |           | Przemysław Gosiewski     | PiS     |
| Ministre des Affaires étrangères                                                                                 |           | Anna Fotyga              | PiS     |
| Ministre du Développement régional                                                                               |           | Grażyna Gęsicka          | Sans    |
| Ministre du Trésor d'État                                                                                        |           | Wojciech Jasiński        | PiS     |
| Ministre de l'Éducation nationale                                                                                |           | Ryszard Legutko          | PiS     |
| Ministre des Travaux publics                                                                                     |           | Mirosław Barszcz         | Sans    |
| Ministre du Travail et de la Politique sociale                                                                   |           | Joanna Kluzik-Rostkowska | PiS     |
| Ministre de l'Intérieur et de l'Administration                                                                   |           | Władysław Stasiak        | Sans    |
| Ministre des Sports et du Tourisme                                                                               |           | Elżbieta Jakubiak        | Sans    |
| Ministre des Transports                                                                                          |           | Jerzy Polaczek           | PiS     |
| Ministre de l'Agriculture et du Développement rural                                                              |           | Wojciech Mojzesowicz     | PiS     |
| Ministre de la Santé                                                                                             |           | Zbigniew Religa          | Centrum |
| Ministre de la Science et de l'Enseignement supérieur                                                            |           | Michał Seweryński        | Sans    |
| Ministre de la Défense nationale                                                                                 |           | Aleksander Szczygło      | PiS     |
| Ministre de l'Environnement                                                                                      |           | Jan Szyszko              | PiS     |
| Ministre de la Culture et du Patrimoine national                                                                 |           | Kazimierz Ujazdowski     | PiS     |
| Ministre de l'Économie maritime                                                                                  |           | Marek Gróbarczyk         | Sans    |
| Ministre de l'Économie                                                                                           |           | Piotr Woźniak            | Sans    |
| Ministre de la Justice Procureur général                                                                         |           | Zbigniew Ziobro          | PiS     |
| Ministres sans portefeuille Chef de la chancellerie de la présidence du Conseil des ministres                    |           | Mariusz Błaszczak        | PiS     |
| Ministre sans portefeuille Coordinateur des services spéciaux                                                    |           | Zbigniew Wassermann      | PiS     |